# Глава церкви
Глава́ це́ркви — термин, который во всех христианских исторических церквях и в большинстве других деноминаций в богословском смысле относят к личности Иисуса Христа, что основано на Писании (Еф. 1:22—23, Еф. 5:23; Кол. 1:18).

## Католицизм
Папа римский, согласно вероучению Католической церкви, как преемник апостола Петра, есть первосвященник Вселенской церкви (Summus Pontifex Ecclesiae Universalis) и наместник Иисуса Христа (Vicarius Christi), глава Коллегии епископов, а также «Пастырь всей Церкви на сей земле». Главой Церкви считается Иисус Христос. Однако, Канон 331 Кодекса канонического права говорит о папе римском: «в силу своей должности он пользуется в Церкви верховной, полной, непосредственной и универсальной ординарной властью, которую он всегда может свободно осуществлять».

## Православие
В православии единым Главой Церкви считается Иисус Христос.
Первый же по чести епископ поместной церкви (например, в РПЦ — патриарх Московский и всея Руси) обычно именуется предстоятелем Церкви. Выражения «глава Русской Православной Церкви» и т. п. применительно к предстоятелю РПЦ используются на официальном сайте РПЦ, а также на богословском и других ресурсах этой Церкви.
В Российской империи
В Акте о престолонаследии Павла I 1797 года содержалось догматически некорректное (по лютеранскому образцу) положение: «Государи Российские суть Главою Церкви». В Основных законах Российской империи это положение комментировалось так: «Император яко Христианский Государь, есть верховный защитник и хранитель догматов господствующей веры и блюститель правоверия и всякого в Церкви Святой благочиния. (…) В сем смысле Император в акте о наследии престола (1797 апр. 5) именуется Главою Церкви». После 1917 года наименование главы церкви применяется в Русской Церкви обычно к Христу.

## Протестантизм
В Церкви Англии первенствующий епископ — архиепископ Кентерберийский, который также признаётся духовным лидером всего Англиканского сообщества; «Верховный правитель» (the Supreme Governor of the Church of England) Церкви Англии, согласно 39 статьям англиканского вероисповедания (Преамбула и ст. 37-я), — глава государства, то есть монарх. В богословском смысле главой этой Церкви полагается Иисус Христос. Схожая система принята (или была принята) в иных протестантских монархиях Европы, причём на континенте глава государства объявлялся не только распоряжающимся имуществом церкви и обязанным финансировать церковь правителем, но главой церкви. В теократических государствах, наоборот, глава церкви являлся главой государства (например, в Женеве времён Жана Кальвина).
В неопротестантских деноминациях, таких как баптизм, пятидесятничество, адвентизм, методизм и др., глава церкви периодически избирается на определённый срок высшими органами деноминации и не обладает абсолютной властью, выполняя лишь организационные и представительские функции.